# El Papachal
El Papachal är en ort i Mexiko.   Den ligger i kommunen Guasave och delstaten Sinaloa, i den västra delen av landet, 1 200 km nordväst om huvudstaden Mexico City. El Papachal ligger 7 meter över havet och antalet invånare är 231.
Terrängen runt El Papachal är mycket platt. Runt El Papachal är det ganska tätbefolkat, med 100 invånare per kvadratkilometer. Närmaste större samhälle är La Brecha, 4,4 km öster om El Papachal. Trakten runt El Papachal består till största delen av jordbruksmark.